# Хедвига фон Шлезвиг-Холщайн-Готорп
Хедвига фон Шлезвиг-Холщайн-Готорп (на немски: Hedwig von Schleswig-Holstein-Gottorp; * 23 декември 1603, Готорп; † 22 март 1657, Нюрнберг) от рода на Олденбургите, е принцеса от Шлезвиг-Холщайн-Готорп, по-съпруг – пфалцграфиня и херцогиня на Пфалц-Зулцбах.

## Живот
Хедвига е дъщеря на херцог Йохан Адолф фон Шлезвиг-Холщайн-Готорп (1575 – 1616) и съпругата му Августа Датска (1580 – 1639), дъщеря на датския крал Фредерик II и София Мекленбургска.
На 17 юли 1620 г. Хедвига се омъжва в Хузум за пфалцграф и херцог Август фон Пфалц-Зулцбах (1582 – 1632) от фамилията Вителсбахи.
Хедвига умира на 53 години, на 22 март 1657 г. в Нюрнберг и е погребана в църквата „Св. Мартин“ в Лауинген на Дунав.

## Фамилия
Хедвига и Август имат децата:
- Анна София (1621 – 1675)

∞ 1647 граф Йоахим Ернст фон Йотинген-Йотинген (1612−1659)
- Кристиан Август (1622 – 1708), пфалцграф на Зулцбах

∞ 1649 в Стокхолм за Амалия Магдалена фон Насау-Зиген (1615 – 1669)
- Адолф Фридрих (1623 – 1624)
- Августа София (1624 – 1682)

∞ 1653 княз Венцел Евсебий фон Лобковиц (1609 – 1677)
- Йохан Лудвиг (1625 – 1649), шведки генерал
- Филип Флоринус (1630 – 1703), императорски генерал-фелдмаршал
- Доротея Сузана (1631 – 1632)